# Вулиця Божків Яр
Ву́лиця Бо́жків Яр (ву́лиця Ба́шків Яр) — вулиця у Солом'янському районі міста Києва, місцевості Олександрівська слобідка, Божків яр. Пролягає від Клінічної вулиці до тупика.
Прилучаються вулиці Феофіла Яновського і Нечуя-Левицького.

## Історія
Вулиця відома під такою ж назвою з XIX століття. Назві вулиці походить від однойменної місцевості, де вона пролягає. 
У 1977 році назва вулиці була уточнена на Башків Яр, однак фактично продовжують використовуватися обидві назви. 